# F-test
F-test je jakýkoliv statistický test, ve kterém má testová statistika rozdělení F za předpokladu platnosti nulové hypotézy. Nejčastěji se používá při porovnávání statistických modelů, které byly odhadnuty na základě datového souboru, za účelem identifikace modelu, který nejlépe odpovídá populaci, ze které byla data vybrána. Exaktní F-testy vznikají zejména v případě, že modely byly odhadovány za použití metody nejmenších čtverců. Název F-test razil George W. Snedecor na počest Ronalda A. Fishera. Fisher F-statistiku vyvinul jako poměr rozptylů ve 20. letech 20. století.

## Běžné použití
Mezi běžné příklady použití F-testů patří následující případy:
- Hypotéza, že se sobě rovnají střední hodnoty dané množiny normálně rozdělených populací, všech se stejnou směrodatnou odchylkou. To je asi nejznámější F- test a hraje důležitou roli v analýze rozptylu (ANOVA).
- Hypotéza, že navrhovaný regresní model dobře odpovídá datům.
- Hypotéza, že data v regresní analýze vyhovují jednoduššímu ze dvou navrhovaných lineárních modelech, který je vnořený do složitějšího.
- Další použití F-testu se týká testování rovnosti rozptylů daného ukazatele ve dvou různých populacích. Test je citlivý na odchylky od normálního rozdělení ukazatele.[2] [3] V analýze rozptylu (ANOVA) se jako alternativní testy používají Leveneův test, Bartlettův test a Brownův-Forsytheův test. Nicméně aplikace kteréhokoli z těchto testů za účelem testování předpokladu homoskedasticity (tj. stejnosti rozptylu ve skupinách) jako předběžného kroku před testováním středních hodnot efektů vede ke zvýšení podílu chyb 1. typu.[4]

Některé další statistické postupy, jako je Schefféova metoda pro mnohonásobná srovnání v lineárních modelech, také používají F-testy.

## Výpočet
Většina F-testů vzniká na základě rozkladu rozptylu jakožto součtu čtverců odchylek od střední hodnoty. Testová statistika je poměrem dvou členů úměrných součtům čtverců odrážejících různé zdroje variability. Tyto součty čtverců jsou utvořeny tak, aby statistika měla tendenci být vyšší, pokud nulová hypotéza není pravdivá. Aby statistika mohla mít rozdělení F za předpokladu nulové hypotézy, musejí být oba součty čtverců statisticky nezávislé a každý by měl mít vhodně škálované rozdělení χ². Posledně uvedená podmínka je zaručena, pokud jsou hodnoty analyzované veličiny vzájemně nezávislé a normálně distribuované se stejným rozptylem.